# Église Saint-Martin de Fontenay-Trésigny
Pour les articles homonymes, voir Église Saint-Martin.
L’église Saint-Martin de Fontenay-Trésigny est une église paroissiale catholique située à Fontenay-Trésigny, commune française dans le département de Seine-et-Marne en région Île-de-France.

## Bâtiment

### Historique
Édifiée au XIVe siècle, elle est inscrite au titre des monuments historiques par arrêté du inscription par arrêté du 18 juin 1991  et remplace l’abbaye de Chaâge qui avait été construite quatre-cents ans auparavant.
Cette église a été transformée à plusieurs reprises entre le XVe siècle et le XVIIIe siècle; de ce fait, deux styles se côtoient, le roman et le gothique. Initialement, cette église était entourée par le cimetière et le chemin des Processionnaux.

## Structure

### Extérieur

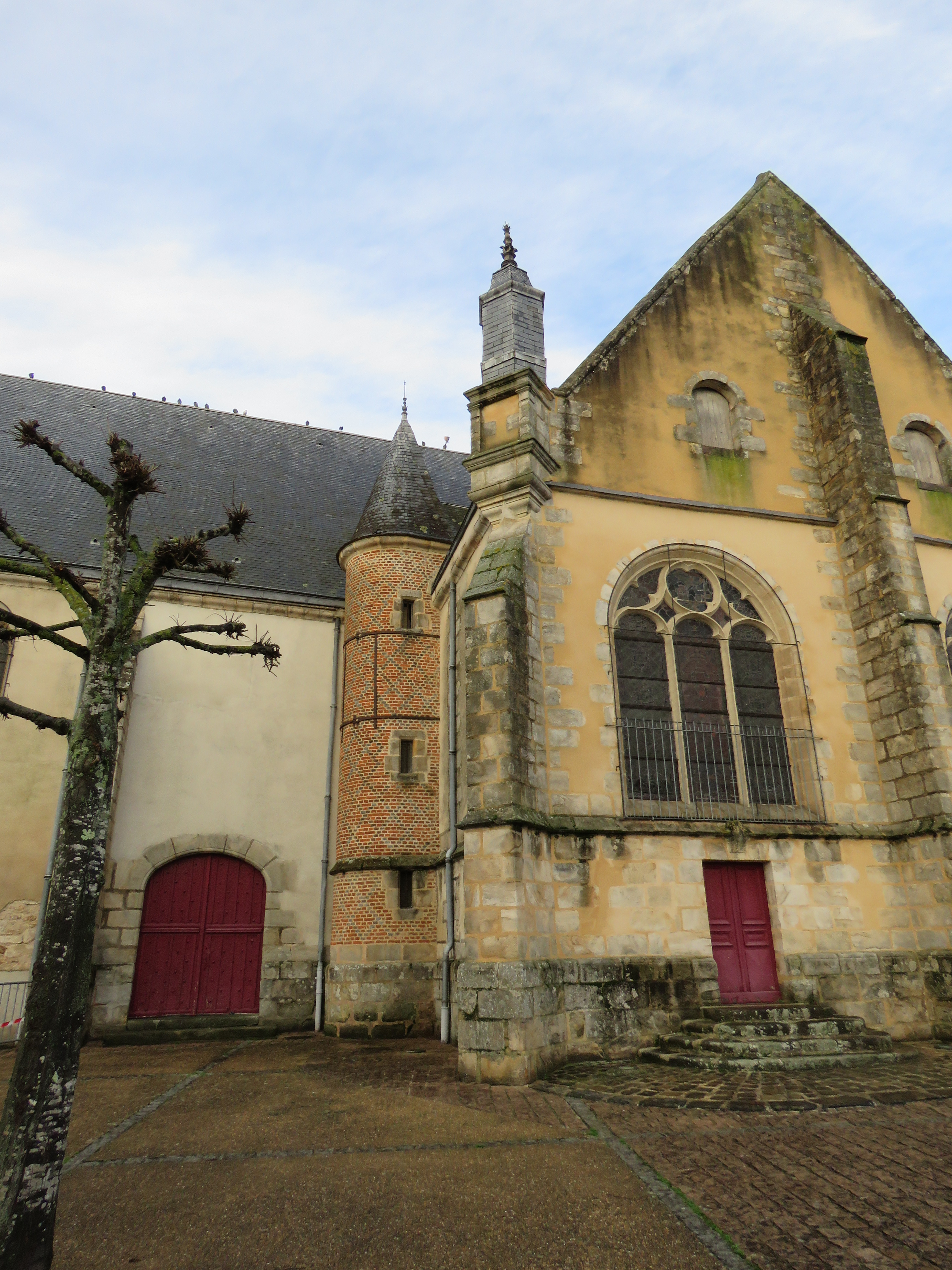
Tourelle - lanterne des morts et porte seigneuriale

L'entrée se fait sous le clocher-tour à quatre pans. Des gargouilles sont présentes à chaque angle. Il existe trois cloches, baptisées :
- Martine datant de 1723
- Pierrette-Marie-Louise datant de 1900
- Marguerite-Charlotte datant de 1900

Une tourelle à trois étages en briques se trouve à l'angle du transept sud. Une lanterne des morts, appelée un lanterneau, dont les trois faces ont été murées, se trouve à l'angle ouest de la façade. Cette lanterne signalait les morts se trouvant dans paroisse.
Jusqu'à coté, une porte seigneuriale permettait aux seigneurs d'accéder directement à la chapelle qui leur était assignée. Cette dernière a été murée de l'intérieur, seule reste la porte rouge à l'extérieur. Le meneau au dessus de cette porte a été massacré lors de la Révolution Française, il portait les armes des Tonnelier de Breteuil.

### Intérieur

#### Nef et choeur

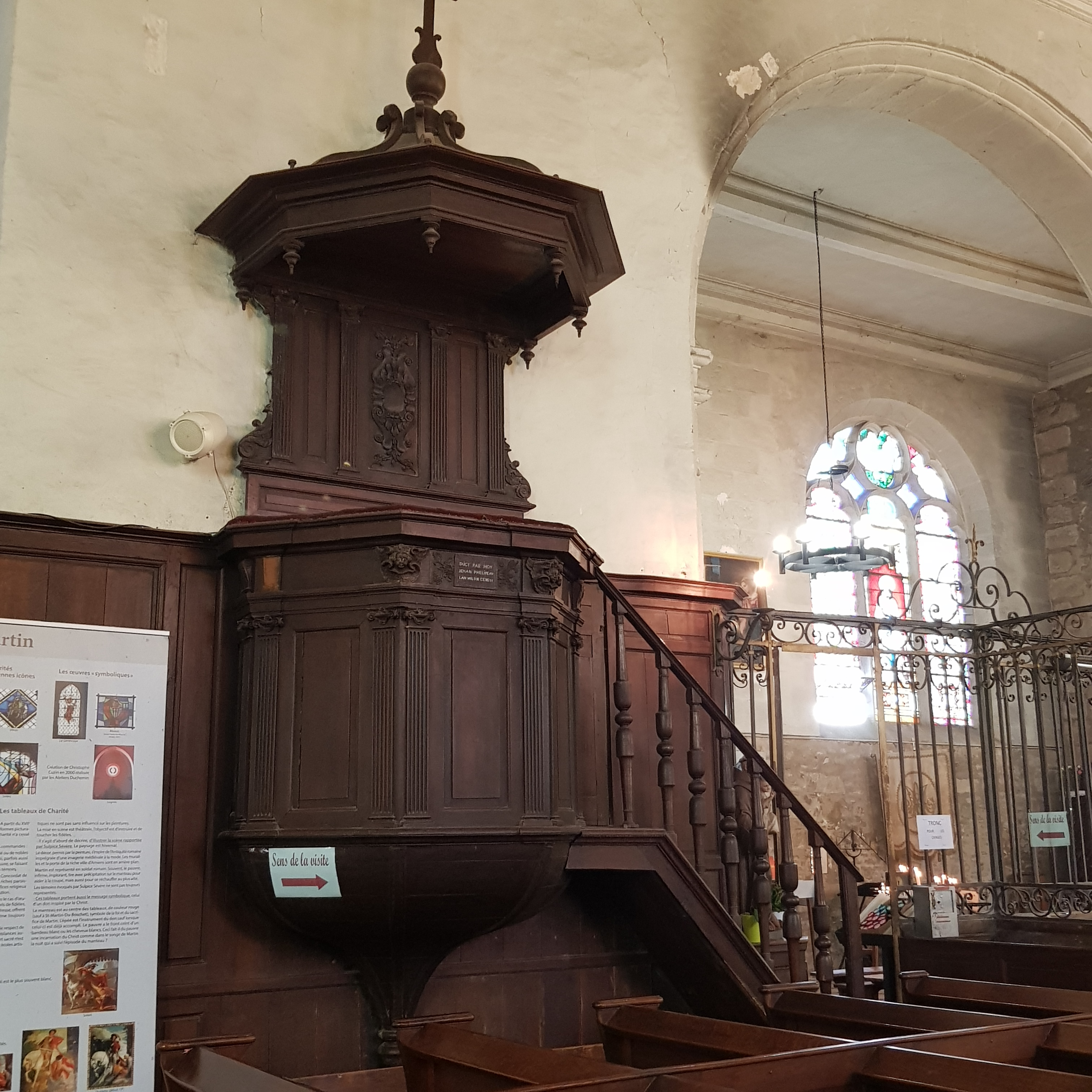
Chaire

Toutes les boiseries datant des XVII et XVIII siècles, les stalles, les lambris, les murs et les poutres sont en chêne. La chaire, également en chêne, date de 1623 et est l’œuvre de Jean Philipeau. Le Grand Christ, don de l'abbé  Donon en 1910 est placé au banc des Marguilliers.

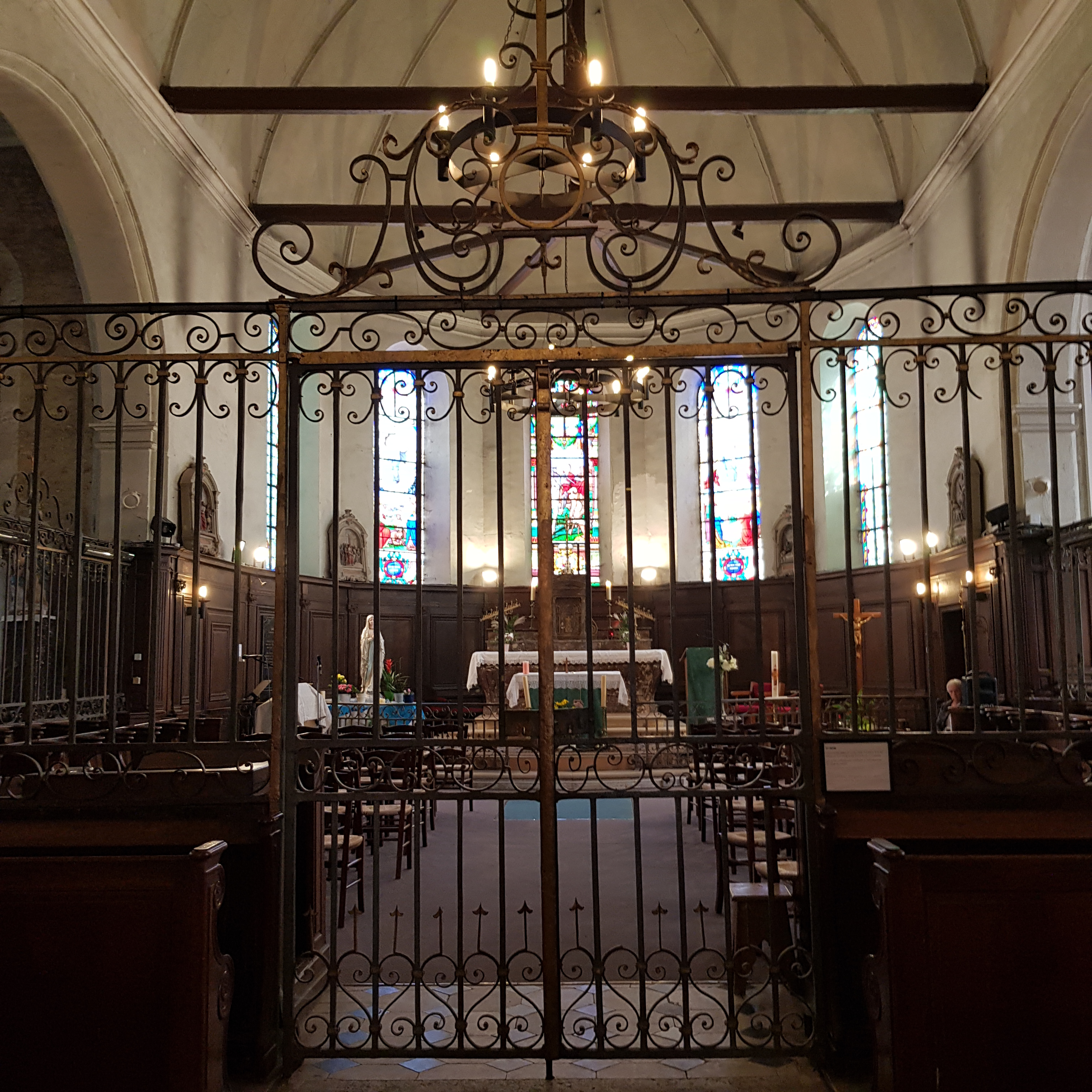
Chœur

Des grilles séparent les chanoines et des fidèles. Au sol, se trouve la pierre tombale de l'Abbé Ménardeau. Les vitraux, datant du XIXème siècle représentent la Charité de Saint-Martin, l'ascension du Christ et l’Assomption de la Vierge.

#### Chapelle Saint-Joseph

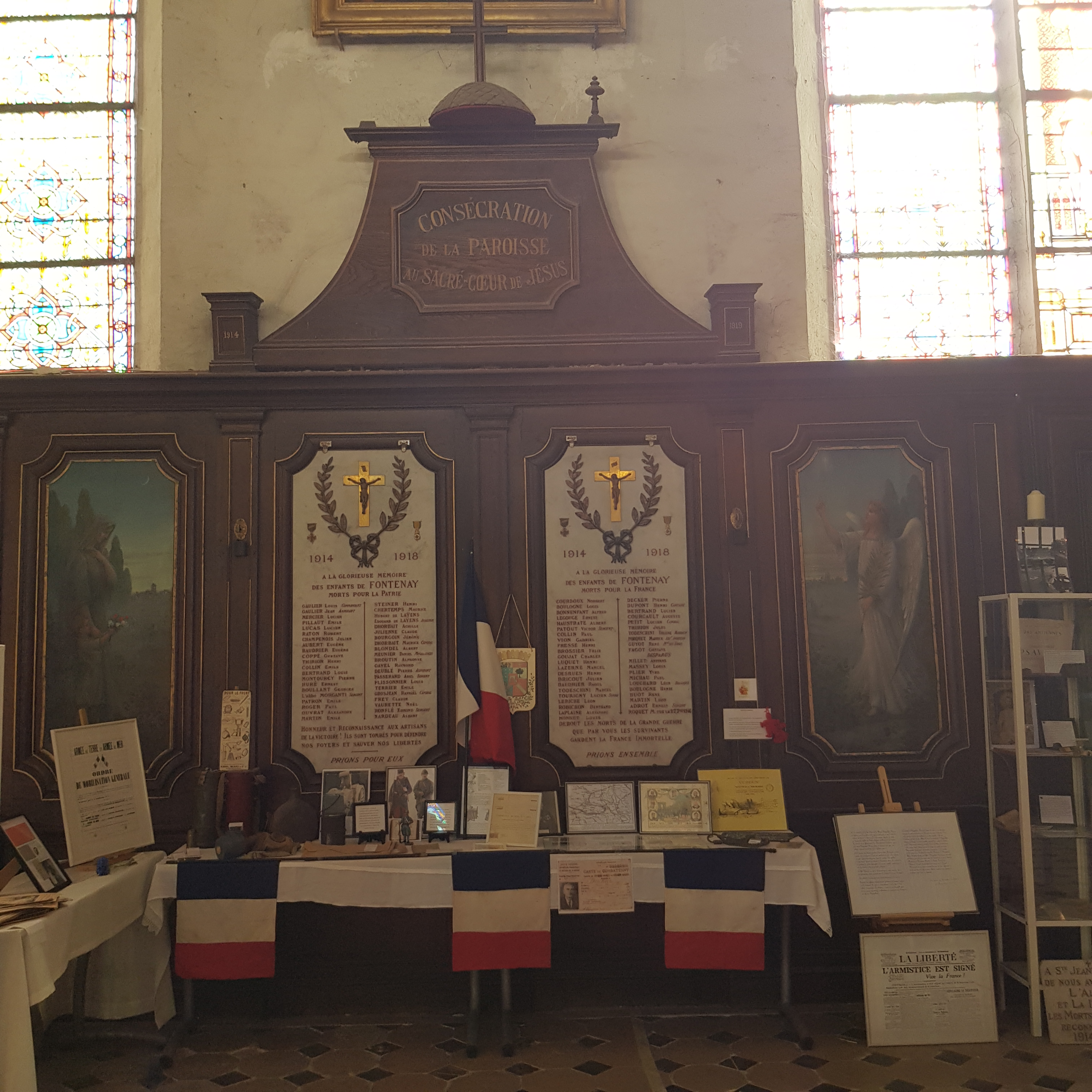
Monuments aux morts

Dans cette chapelle se trouve un triptyque répertoriant les soldats morts pour la France durant la Première Guerre Mondiale. Les vitraux représentent l'arche de Noé et la Tour de Babel. S'y trouvent également le tableau Baptême du Christ datant de 1844 d'Isidore Péan du Pavillon et à droite de ce dernier, un tableau représentant la résurrection du Christ, datant du XVIème siècle et à droite, un tableau représentant Saint Marie-Madeleine datant du XVIIème, les deux de peintres inconnus.

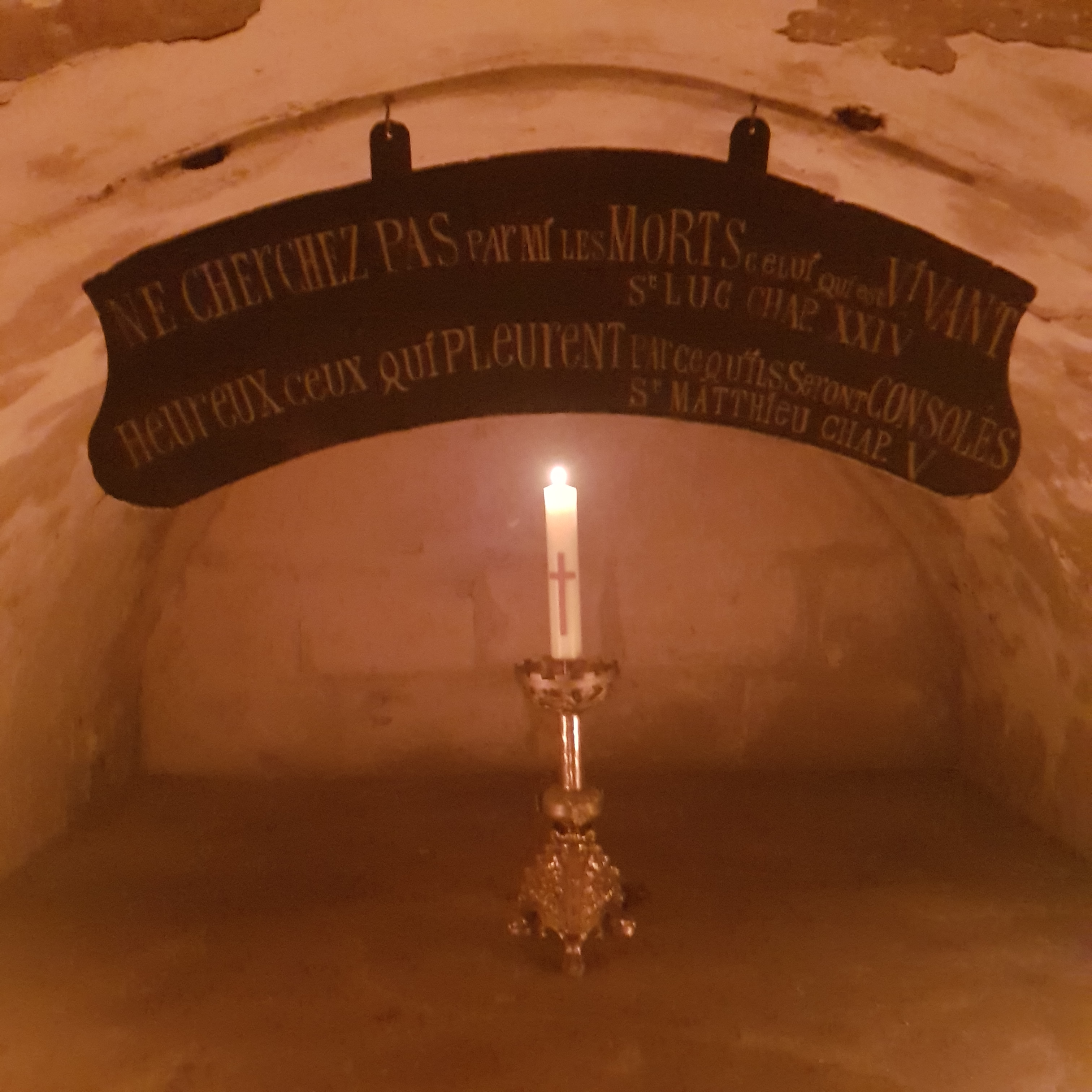
Crypte

Une porte, dissimulée dans les boiseries donne accès à la crypte où se trouvait le tombeau des seigneurs de Fontenay, la famille Le Tonnelier de Breteuil, le marquis de Trésigny, François le Tonnelier de Breteuil, sa femme Anne Calonne de Courtebonne et son frère, l'évêque de Rennes. A la révolution, ce tombeau fut saccagé, le plomb fut fondu pour la fabrication de munitions et le mausolée fut massacré. Les ossements furent inhumés dans le cimetière.
L'accès à la salle capitulaire est accessible à partir de la cette chapelle.

#### Chapelle de la Vierge

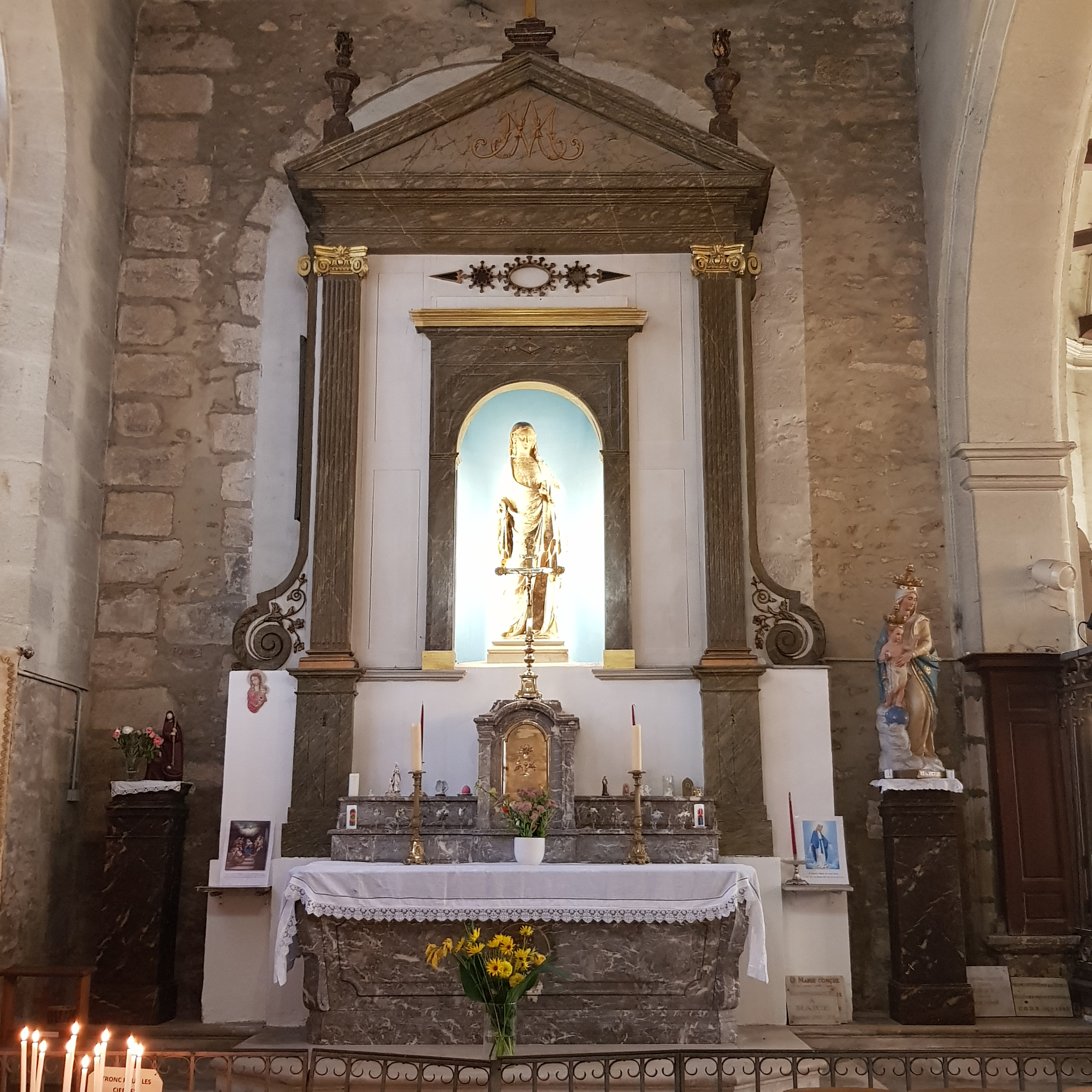
Autel avec la statue de la Vierge à l'enfant

La statue de la Vierge à l'enfant de l'autel est constitué de deux éléments ne datant pas de la même époque, le corps est du XVIIIème tandis que la tête est un élément d'une autre statue datant du XVIème. Cassée au moment de la Révolution Française, les morceaux de différentes statues furent retrouvés dans le jardin du presbytère. La statue fut reconstituée avec les seuls morceaux retrouvés.
Dans cette chapelle se trouvent les vitraux les plus anciens de l'église. Un tableau de 1660, représentant l'Adoration des bergers est exposé.

## Mobiliers classés au titre d'objet
- Fonts baptismaux datant de 1521[4] Des inscriptions en latin se trouvent sur les quatre faces. En pierre, ils se trouvent à l’entrée à droite.
- Adoration des bergers, tableau de Nicolas Baullery, datant de première moitié XVIIe siècle[5]
- Madeleine repentante, tableau  d'après Charles Le Brun, datant du XVIIe siècle[6]
- Crucifixion, tableau datant du XVIIe siècle[7]
- Lambris du chœur, datant de 1689. Ils sont composés de panneaux moulurés entrecoupés de colonnes cannelées surmontées d'un chapiteau ionique. Ils se situent dans le chœur. Une inscription se trouve coté nord et est ornée de deux palmes[8]
- Lambris de la nef et du transept sud, tribune, tambour de la porte occidentale et banc d’œuvre datant des XVIIe siècle et XIXe siècle[9]
- Baptême du Christ, tableau d'Isidore Péan Du Pavillon, datant 1844[10]. Ce tableau, commande royale, fut exposé au salon de 1844. L'église de Fontenay-Trésigny le reçu en cadeau en 1849.
- Cloche dite Martine, de Jacques Godiveau (fondeur de cloches) ; Godiveau Louis (fondeur de cloches) datant de 1725[11]

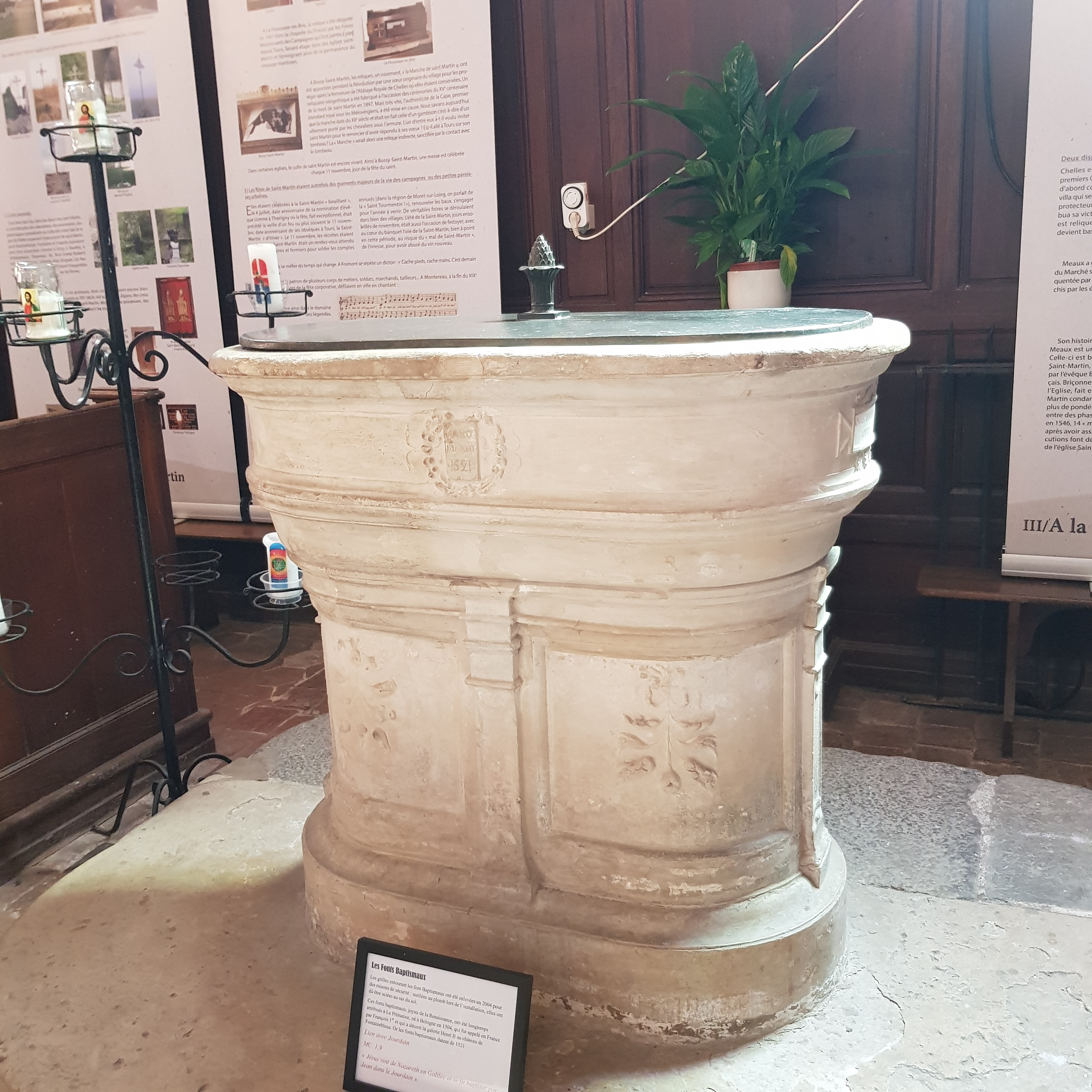
Fonts baptismaux
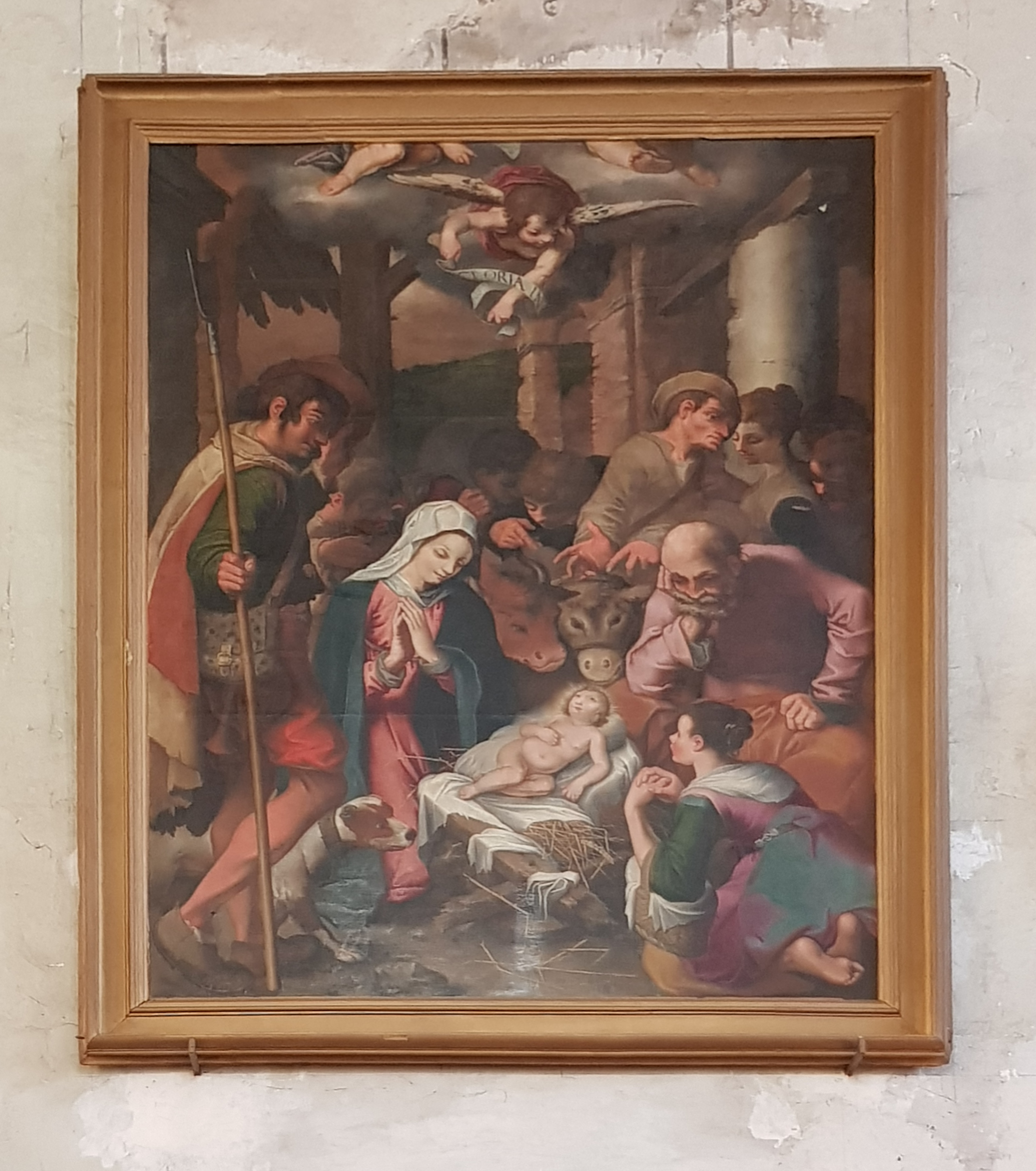
l'Adoration des bergers
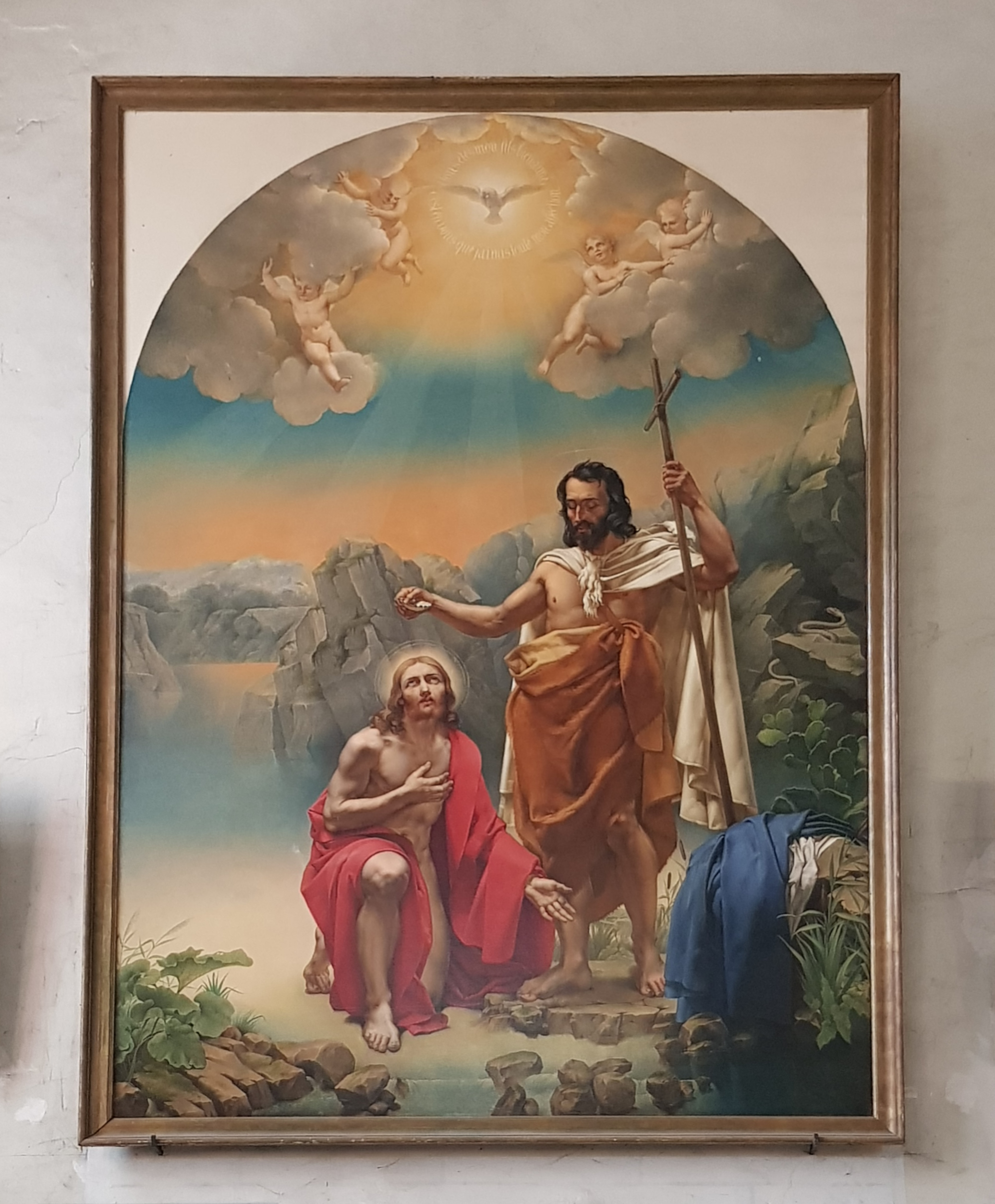
Le Baptême du Christ

## A proximité
- Devant l'entrée de l'église se trouve un calvaire datant des XVe siècle XVIe siècle constitué d'un socle en pierre surmontée d'une croix[12].
- La fontaine Morin est construite au XVIe siècle  se trouve devant l'église. Elle est inscrite monument historique depuis 1991[13].

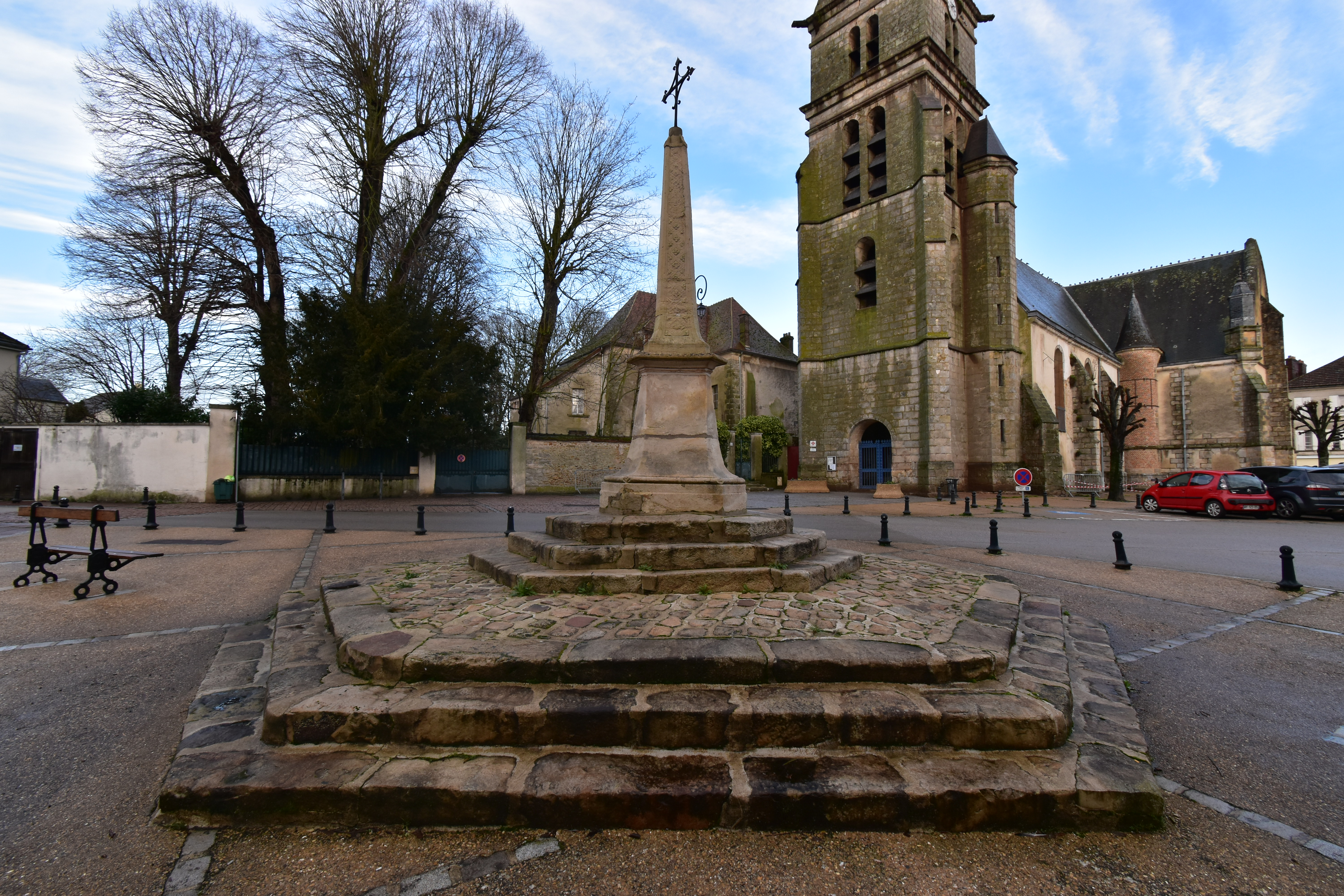
Calvaire
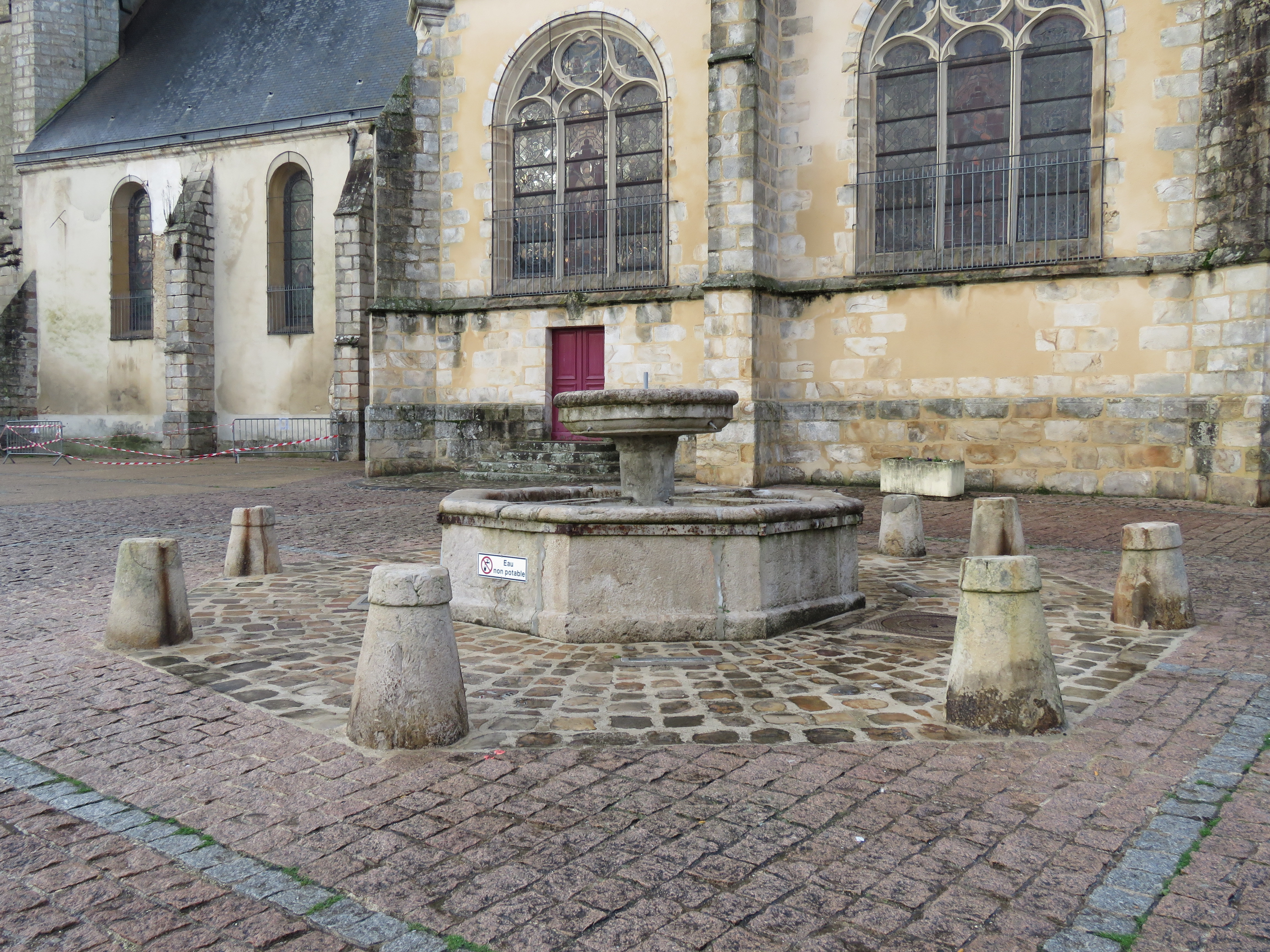
Fontaine Morin

## Lieu de culte

### Dédicace
L'église est dédiée à saint Martin.

### Paroisse
L'église Saint-Martin fait partie du Pôle missionnaire de Mormant .